# موشک ضدزیردریایی
موشک ضدزیردریایی یک جنگ‌افزار ضدزیردریایی است که اغلب، یک نوع تخصص‌یافته از موشک‌های ضدکشتی است. در طراحی سیستم‌های ضدزیردریایی، معمولاً از یک موتور جت یا موتور راکت استفاده می‌شو و یک کلاهک جنگی انفجاری، مستقیماً به سمت یک زیردریایی نشانه می‌رود. در این سیستم‌ها خرج عمقی یا یک اژدر متحرک، از یک کشتی یا یک پلت‌فرم در نقش سکوی پرتاب موشک، به نزدیکی محل حضور زیردریایی، اعزام می‌شود.

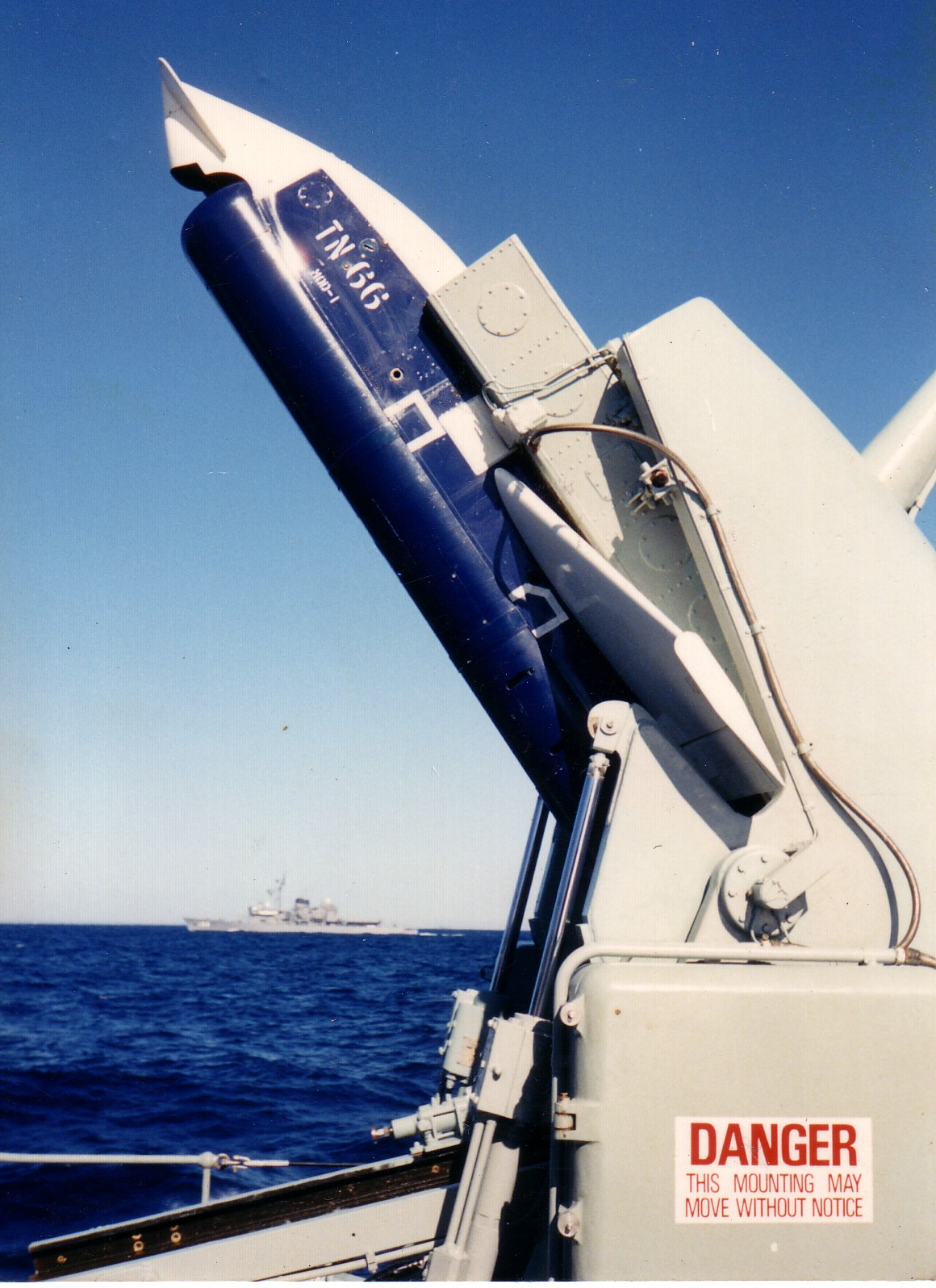
ایکارا، موشکی با طراحی استرالیایی که توسط چندین نیروی دریایی در دهه‌های ۱۹۶۰ و ۱۹۹۰ استفاده شد. این سیستم، یک اژدر آکوستیک را تا برد ۱۵ کیلومتر، پرتاب می‌کرد. گونه‌ای دیگر از ایکارا، در بریتانیا دوباره طراحی شده و توسط نیروی دریایی پادشاهی بریتانیا مورد استفاده قرار می‌گیرد.

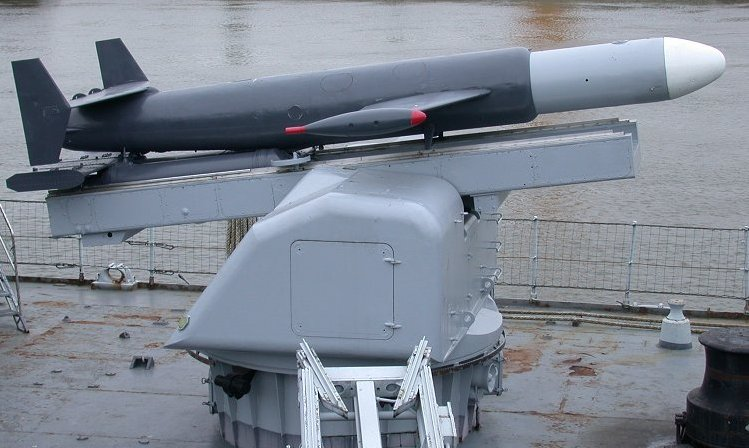
مالافون که بین سال‌های ۱۹۶۶ تا ۱۹۹۷ توسط نیروی دریایی فرانسه مورد استفاده قرار گرفت. در این طرح، از یک گلایدر کمک‌شونده توسط موشک، برای حمل اژدر تا فاصلهٔ ۸ مایل دریایی (۱۳ کیلومتر) پس از پرتاب استفاده می‌شد.

## تاریخچه
خرج عمقی نخستین سلاحی بود که برای استفاده توسط کشتی‌ها علیه زیردریایی‌های مستقر در عمق آب، طراحی شده بود. این مواد منفجره در ابتدا با حرکت کشتی بر فراز محل احتمالی یک زیردریایی، رها می‌شدند. پیش از جنگ جهانی دوم، سیستم سونار کشتی‌ها قادر به حفظ تماس با یک زیردریایی از فاصله نزدیک نبود.
نمونه‌هایی از نوع خمپاره‌انداز، از جمله هدجهاگ (ترجمه: جوجه‌تیغی) و اسکویید (ترجمه: ماهی مرکب)، در طول جنگ جهانی دوم ابداع شدند تا به کشتی‌ها قابلیت دهند که تماس خود را با سونار حفظ کنند و در عین حال، مواد منفجره را نیز به سمت زیردریایی پرتاب کنند.
در طول جنگ سرد، موشک‌هایی برای فراهم کردن بُرد بیشتر، همراه با کاهش لگد ساخته شدند. برخی از موشک‌ها و راکت‌ها، مانند هونگ‌سانگ‌ایئو، اژدرهای خود را حمل می‌کنند که در فاز نهایی، توان هدف‌یابی را برای پرتابه فراهم کند.
مزیت یک موشک ضدزیردریایی، برد زیاد شلیک و حمله است. راکت‌های سوئدی ۳۷۵ میلی‌متری بوفورس طراحی‌شده برای جنگ ضدزیردریایی (ASW) که در گذشته معمولاً توسط سوئد، فرانسه، ژاپن و آلمان استفاده می‌شد، بسته به موشک مورد استفاده می‌توانند تا مسافت ۳٬۶۰۰ متری را طی کنند. اتحاد جماهیر شوروی راکت‌های ضدزیردریایی خود را در سری RBU توسعه داد و این موشک‌ها هنوز در روسیه و کشورهایی که از کشتی‌های ساخت روسیه استفاده می‌کنند، مورد استفاده‌اند. امروزه راکت‌های ضدزیردریایی در ناوگان اکثر کشورهای غربی کنار گذاشته شده‌اند و با اژدرهای آشیانه‌یاب ضدزیردریایی، جایگزین شده‌اند.

## مثال‌ها
- استرالیا
  - ایکارا
- فرانسه
  - مالافون
- هندوستان
  - اسمارت
- ایتالیا
  - اتومات میلاس
- ژاپن
  - راکت ضدزیردریایی پرتاب عمودی تایپ ۰۷
- نروژ
  - Terne ASW
- جمهوری خلق چین
  - اژدر سی‌جِی۱
  - سری سی‌وای
- کره جنوبی
  - هونگ‌سانگ‌ائو
- اتحاد جماهیر شوروی / فدراسیون روسیه
  - ۸۵آر. یو
  - آر. پی‌کِی-۲ وایوگا
  - ۸۶آر
  - ۸۸آر
  - آر. پی‌کِی-۱ ویخر
  - آر. پی‌کِی-۹ مدودکا
  - سامانهٔ ضدکشتی مِتِل
  - ۳اِم-۵۴ کالیبر
- بریتانیا / استرالیا
  - ایکارا
- ایالات متحده
  - RUM-139 VL-ASROC
  - RUR-5 ASROC
  - UUM-44 SUBROC